# Martina Babišová
Martina Babišová (* 30. května 1993 Ostrava) je česká filmová a televizní herečka.

## Životopis
Martina Babišová se narodila v Ostravě a vystudovala filmové herectví na akademii Bow Street Academy of Screen Acting v Dublinu pod vedením Gerryho Grennella. Má certifikát v neozbrojeném kaskadérství.
První její výraznou rolí se stala mladá žena Bára v krátkém filmu Visitor (2020), za kterou získala několik ocenění na mezinárodních festivalech.
Kromě herectví se věnuje i psaní včetně filmových a televizních scénářů. Jedním z prvních jejích projektů by měl být připravovaný TV seriál Ekoteroristi, na kterém se podílí jako scenáristka.

## Ocenění
- Cena za nejlepší ženský herecký výkon za film Visitor (2020) na Toronto Film Channel Festival v Torontu, 2020[5]
- Cena za nejlepší ženský herecký výkon za film Visitor na udílení cen Best Actor Award v New Yorku, 2020[6]
- Nominace za ženský herecký výkon za film Visitor na udílení cen Indie Short Fest v Hollywoodu, 2020

## Filmografie

### Filmy
- Rain (2015), Rain, režie: A. Spallino
- Maeve and Moon (2017), Aine, režie: E. Betts
- The comeback (2018), Claire, režie: E. Gallagher
- Spa weekend (2019), New girl, režie: M. O`Connell
- The new music (2019), Jodie, režie: Ch. Viale
- Štěstí je krásná věc (2020), Kosmetička, režie: J. D. Novák
- Muž se zaječíma ušima (2020), Dívka ze sna, režie: M. Šulík
- Šarlatán (2020), Uchazečka, režie: A. Holland
- Visitor (2020), Bára, režie: P. Bartovský
- Lov (2020), Eva, režie: P. Bartovský
- Minuta věčnosti (2021), Lucie, režie: R. Havlík
- Spící město (2021), Tereza, režie: D. Svátek
- Shoky & Morthy: Poslední velká akce (2021), Lucie, režie: Andy Fehu
- Ekoteroristi: Únos (2021), Elis, režie: P. Bartovský
- Spolu (2022), Slečna, režie: Martin Müller a David Laňka
- Po čem muži touží 2 (2022)
- Běžná selhání (2022)
- Il Boemo (2022)
- Holka od vedle (2025)

### Televize
- Ulice, Tereza, režie: J. Deák
- Ordinace v růžové zahradě, Mladá sestra, režie: B. Holiček
- Dáma a Král (2019), Rudovláska, režie: L. Hanulák
- Fair city (2019), Julia Balinsky, režie: E. Cunney
- Coup de foudre a Saint-Petersbourg (2019), Právnička, režie: Ch. Douchand
- Normal people (2020), Sara, režie: L. Abrahamson
- Haunted (2019), Jeptiška, režie: J. Pavlacký
- Specialisté (2020), režie: Róbert Šveda
- Zločiny Velké Prahy (2020), Prostitutka, režie: J. Brabec
- Carnival Row, mladá matka, režie: T. Freudenthal
- Totems (2022), režie: Frédéric Jardin